# 大连市公安局巡警支队女子骑警大队
大连市公安局巡警支队女子骑警大队，为中华人民共和国辽宁省大连市的一支骑警队，1994年12月设立，其任务有治安、礼仪等，曾被誉为“华夏警花第一骑”，却曾因开销过大被指责为“花瓶”。

## 历史
1994年12月，时任大连市人民政府市长薄熙来决定设立大连市骑警队伍，后该警队发展为中国的第一支女子骑警队，韩玉春负责完成了骑警队的形象标志设计。自成立以来，该骑警队便被中国大陆媒体评价为“滨城靓丽的风景线”、“大连市的名片”、“华夏警花第一骑”，也引来了其他城市的效仿，截至2013年共13座城市设置了自己的骑警队
1994年成立之初，骑警大队为副处级建制，隶属大连市公安局巡警支队。当时配备警马11匹，警员18名（均为男性）。1996年，巡警支队从女警大队抽调了8名女警担任骑警。1998年又招收了15名18岁到20岁的女性。1999年，骑警大队与女警大队合并为大连市公安局巡警支队女子骑警大队。2004年时，大连市女骑警队拥有78匹警马，其中10余匹蒙古马、前苏联种马，系骑警建队之初购买，剩下的马匹均为香港赛马会所赠的英国纯种马。在47名民警中有39名女性民警（其中女骑警30人），此外也从国外聘请了骑马教练。截至2013年，女子骑警大队共招收了7代女警，有骑警65人，警马100匹（均来自香港赛马会所赠）。
骑警队还设有对外开放营运的大连女子骑警大队训练基地，总占地面积3.6万平方米，其中有周长415米的跑马场、2500平方米的办公楼和6000平方米的表演场，1999年开始兴建，2000年投入使用，2001年对外开放。
骑警队曾先后获得“巾帼文明示范岗”、“青年文明号”、“全国百佳班组”等荣誉。

## 争议
大连曾在2004年时被《武汉晚报》指出其经费不足。大连市政府每年为骑警大队拨专项经费140万元，但警队仍有100万元的赤字，每年投放在每匹马的费用也有近3万元。
2013年5月27日，大连市退休警察赵明在网上公开申请大连市女骑警的信息公开，当中包括警队编制、成本、出警记录、社会效益等信息。赵明认为，警察低收入、超负荷工作，但骑警队伍大额投入、回报严重失调，其设置只是“长官意志的产物”，不合当下国情，是在浪费纳税人的钱财。此外，骑警队伍还承担了表演的任务，是形象工程，而非警察的职责所在。搜狐网亦评论称该巡警队类似“花瓶”。
对此，大连市公安局回应称，女子骑警队每匹马的养护成本约为每月2500元，自成立以来巡逻7000余次，完成受检任务1000余次。大连市公安局巡警支队副支队长于福田称，大连因治安比较稳定，所以骑警的主要任务不在治安方向，而是更侧重于礼仪与表演，曾承担过大型活动的礼仪执勤和巡逻，出席过领导人的检阅视察，甚至在马术比赛中担任裁判。于福田认为女骑警“为大连城市形象和旅游市场所作出的贡献，是无法量化计算的”、“决不能简单地以‘花瓶’视之”。在中国新闻社对骑警基地游客的采访中，多数大连市民对女骑警队充满自豪感。
女子骑警训练基地也被指出涉嫌违法经营──训练基地被大连市旅游局列为国家3A级旅游景区，并在每年的5月至10月间向游客开放，游客凭票入场后可观看马术表演、与骑警合影等。然而，《人民警察法》第22条规定“人民警察不得从事营利性的经营活动或者受雇于任何个人或者组织。”此外，训练基地的门票上也没有加印税务等级章，估测可能在2001年至2013年之间产生了3000万元的门票收入。